# Santa Cecília do Pavão
Santa Cecília do Pavão est une municipalité brésilienne située dans l'État du Paraná.